# Ройс млада линия
Княжеството Ройс млада линия (на немски: Fürstentum Reuß jüngere Linie) е малка държава през 1848 – 1918 г. в източната част на днешна Тюрингия, Германия, с главен град Гера. Има площ от 827 км² и 139.210 (1900) жители.

## История
Ройс млада линия е главен клон от род Дом Ройс. Княжеството се създава през 1848 г. с обединението отново на трите ройски частични господства на младата линия Шлайц, Лобенщайн-Еберсдорф и Гера, които от 1806 г. са също княжества.
През 1919 г. влиза заедно с княжеството Ройс стара линия в Република Ройс със столица Гера и през 1920 г. влиза в състава на Тюрингия (1920 – 1952).

## Князе
- 1848 – 1854 Хайнрих LXII (1785 – 1854)
- 1854 – 1867 Хайнрих LXVII (1789 – 1867)
- 1867 – 1913 Хайнрих XIV (1832 – 1913)
- 1913 – 1918 Хайнрих XXVII (1858 – 1928)

## Други известни личности
- Хайнрих XXIV принц Ройс цу Кьостриц (композитор)
- Хайнрих LXIII принц Ройс цу Кьостриц
- Августа фон Ройс цу Кьостриц (велика херцогиня на Мекленбург-Шверин)
- Елеонора фон Ройс цу Кьостриц (българска царица, втората съпруга на цар Фердинанд I)